# Bisbat de Condom

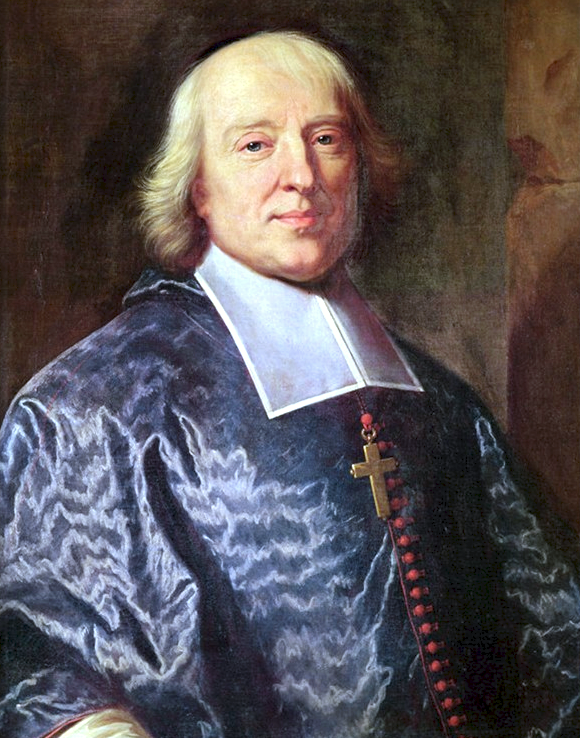
El bisbe Jacques-Bénigne Bossuet.

El bisbat de Codòm (francès: Diocèse de Condom, llatí: Dioecesis Condomiensis) és una seu suprimida de l'Església Catòlica a França. Era sufragani de l'arquebisbat de Bordeus.

## Territori
La diòcesi s'estenia al sud del Garona. Limitava al nord amb la diòcesi d'Agen, al sud-est amb la de Lectoure, al sud-oest amb l'arquebisbat d'Aush i a l'oest amb el bisbat de Vasats.
La seu episcopal és la ciutat de Condòm, a l'actual departament de Gers; on es trobava la catedral de Sant Pere.
Estava dividida en quatre arcedianats: Condòm, Bruilhois, Villefranche i Nérac. El 1763 hi havia al voltant de 140 parròquies.

## Història
La diòcesi de Condòm té el seu origen en una antiga abadia els orígens de la qual són foscos. Certament, després de les incursions normandes de la regió (a mitjans del segle ix) o més probablement després de les  sarraïnes de la primera meitat del segle x, sobre les ruïnes d'un monestir es va construir un nou monestir, l'església del qual va ser dedicada a Sant Pere, de nou reconstruïda en 1041 i confiada als benedictins. Posteriorment, l'abadia es va enriquir amb donacions i privilegis, confirmats pels papes.
La diòcesi de Condòm va ser establerta el 13 d'agost de 1317 amb la butlla Salvator noster del Papa Joan XXII, amb territori desmembrat de la part sud de la diòcesi d'Agen, al sud del Garona. L'església de Sant Pere es va convertir en la catedral de la diòcesi, sufragània de l'arxidiòcesi de Bordeus. El primer bisbe va ser també l'últim abat, Raymond de Galard.
Un dels grans bisbes, Jean Marre, van reconstruir la catedral i moltes esglésies diocesanes que havien estat destruïdes durant la Guerra dels Cent Anys, que van causar danys massius, moral i material, a la jove diòcesi. Publicà una Enchiridion, un manual de doctrina cristiana per al seu ús pel clergat de la seva diòcesi.
Altres destrosses i massacres es van dur a terme durant les guerres de religió pels hugonots i represàlies dels exèrcits catòlics. La catedral va ser salvada de la destrucció gràcies a un gran rescat pagat pels ciutadans.
Una altra figura de gran bisbe va ser la de Bossuet, qui donà disposicions per a una reforma moral i espiritual de la diòcesi, especialment en la disciplina eclesiàstica, sobre l'obligació de residència per als sacerdots i la catequesi. Al juny de 1671 va convocar un sínode diocesà, després del qual es van publicar tres ordenances de reforma. També va dividir la diòcesi en conferències, agrupades al seu torn en quatre ardiaconats. Al final el mateix Bossuet, incapaç d'obeir a l'obligació de residència que demanava als seus sacerdots, per la seva atapeïda agenda, va renunciar a l'octubre de 1671.
La diòcesi va ser abolida després del concordat amb la butlla Qui Christi Domini del Papa Pius VII el 29 de novembre de 1801 i el seu territori es va incorporar al de la diòcesi d'Agen. Quan es va crear el departament de Tarn i Garona, el 1808, una part de l'antic bisbat de Condòm va ser destacada de la diòcesi d'Agen i incorporada a la de Montalban. Amb la restauració de l'arxidiòcesi d'Aush (butlla Paternae caritatis del 6 d'octubre del 1822), una part i va ser incorporada, la que era del departament del Gers.
El 29 de juny de 1908, amb el decret dels Romanos Pontifices de la Congregació Consistorial es va reconèixer als arquebisbes d'Auch el títol de bisbes de Condòm.

## Cronologia episcopal
- Raymond de Galard, O.S.B. † (13 d'agost de 1317 - 23 de març de 1340 mort)
- Pierre de Galard, O.S.B. † (25 d'octubre de 1340 - 1369 mort)
- Bernard Alamand † (3 de desembre de 1369 - 9 de març de 1401 mort)
- Hugues Raimbaud † (1401 - 11 d'octubre de 1405 mort)
- Anònim † (1405 - 1408)
- Aymeric Noël, O.S.A. † (10 de març de 1408 - 23 d'agost de 1419 nomenat bisbe de Castres)
- Pierre Assalbit, O.E.S.A. † (23 d'agost de 1419 - 8 de gener de 1421 nomenat bisbe d'Alet)
- Jean Coursier † (8 de gener de 1421 - 1454 mort)
- Guillaume d'Étampes † (18 de març de 1454 - després del 1458)
- Guy de Montbrun † (14 d'abril de 1461 - 1485 o 1486 mort)[3]
- Antoine de Pompadour † (15 de desembre de 1486 - 11 d'octubre de 1496 mort)
  - Jean de Bilhères-Lagraulas (26 d'octubre de 1496) i Amanieu d'Albret (13 de setembre de o 15 d'octubre de 1499), administradors apostòlics
- Jean Marre † (23 de gener de 1497 - 13 d'octubre de 1521 mort)
- Hérard de Grossoles-Flamarens † (19 d'octubre de 1521 - després del 19 de febrer de 1544 mort)
- Charles de Pisseleu † (15 de juny de 1545 - 1564 mort)
- Robert de Gontaut-Biron † (6 de juliol de 1565 - 25 d'agost de 1569 mort)
- Jean de Monluc † (11 de desembre de 1570 - 1581 renuncià)
- Jean du Chemin † (1581 - 1616 mort)
- Antoine de Coues † (1616 - 1647 renuncià)
- Jean d'Estrades † (10 de febrer de 1648 - 1658 renuncià)
- Charles-Louis de Lorraine † (10 de novembre de 1659 - 1 de juny de 1668 mort)
- Jacques-Bénigne Bossuet † (2 de juny de 1670 - d'octubre de 1671 renuncià)
- Jacques de Goyon de Matignon † (22 de febrer de 1672 - 1693 renuncià)
- Mathieu Ysoré d'Hervault † (26 d'octubre de 1693 - 22 de desembre de 1693 nomenat arquebisbe de Tours)
- Louis Milon † (22 de desembre de 1693 - 24 de gener de 1734 mort)
- Emmanuel-Henri-Timoléon de Cossé-Brissac † (19 de desembre de 1735 - 26 d'agost de 1757 mort)
- Louis-Joseph de Montmorency-Laval † (13 de març de 1758 - 2 de novembre de 1760 renuncià)[4]
- Étienne-Charles de Loménie de Brienne † (15 de desembre de 1760 - 10 de març de 1763 renuncià)[5]
- Alexandre-César d'Anterroches † (16 de maig de 1763 - 28 de gener de 1793 mort)
  - Sede vacante (1793-1801)
  - Seu suprimida